# کرگ وستکار
کرگ وستکار (انگلیسی: Craig Westcarr؛ زادهٔ ۲۹ ژانویهٔ ۱۹۸۵) بازیکن فوتبال اهل بریتانیا است.
از باشگاه‌هایی که در آن بازی کرده است می‌توان به باشگاه فوتبال منزفیلد تاون، باشگاه فوتبال والسال، باشگاه فوتبال نوتس کانتی، باشگاه فوتبال لینکولن سیتی، باشگاه فوتبال ساوتپورت، باشگاه فوتبال کترینگ تاون، باشگاه فوتبال میلتون کینز دونز، باشگاه فوتبال پورتسموث، باشگاه فوتبال ناتینگهام فارست، باشگاه فوتبال کمبریج یونایتد، و باشگاه فوتبال چسترفیلد اشاره کرد.
وی همچنین در تیم‌های ملی فوتبال زیر ۱۶ سال انگلستان، زیر ۱۷ سال انگلستان، و زیر ۱۸ سال انگلستان بازی کرده است.